# 경주시의 도로 목록
다음은 경주시의 도로 목록이다. 도로는 대로, 로, 길 순서로 가나다 순으로 정리하며, 기초번호나 일련번호 방식으로 매겨진 도로명은 따로 기입하지 않는다. 타 시/도와 연계될 경우 그 경계까지만 적는다.

## 대로
| 도로명     | 기점                  | 종점                   | 길이    | 유래                                     | 지정일     | 비고          |
| ---------- | --------------------- | ---------------------- | ------- | ---------------------------------------- | ---------- | ------------- |
| 동해대로   | 강동면 유금리 812-3도 | 강동면 유금리 산31-2도 | 358.9km | 동해를 연결하는 주요도로                 | 2009-07-10 | 국도 제28호선 |
| 서라벌대로 | 배반동 705-2도        | 율동 1440-13도         | 4.8km   | 경주관문의 도서인 서라벌을 반영하여 명명 | 2009-12-11 |               |

## 로
| 도로명     | 기점                      | 종점                     | 길이   | 유래                                                                                             | 지정일     | 비고                           |
| ---------- | ------------------------- | ------------------------ | ------ | ------------------------------------------------------------------------------------------------ | ---------- | ------------------------------ |
| 감은로     | 양북면 와읍리 268-4도     | 양북면 용당리 700-1제    | 6.9km  | 사적 제31호로 지정된 신라시대의 감은사지를 반영하여 명명                                         | 2009-12-11 |                                |
| 감포로     | 감포읍 전촌리 226-1답     | 감포읍 오류리 274-4대    | 4.0km  | 행정구역명(감포읍)을 이용하여 명명                                                               | 2009-12-11 |                                |
| 강동로     | 강동면 인동리 93-2답      | 강동면 양동리 산27-8임   | 4.1km  | 행정구역명(강동면)을 이용하여 명명                                                               | 2009-12-11 |                                |
| 강변로     | 사정동 358-1도            | 천북면 신당리 1380-43제  | 8.8km  | 형산강 옆 강변에 위치한 지형적 위치를 반영                                                       | 2009-12-11 |                                |
| 건포산업로 | 건천읍 천포리 1060-9도    | 강동면 왕신리 산107-2도  | 33.2km | 행정구역(건포읍,포항시)및 특성반영(산업도로)                                                     | 2009-07-30 | 국도 제20호선                  |
| 계림로     | 황남동 113-6도            | 동부동 2-47도            | 1.1km  | 사적 제19호인 경주 교동에 위치한 숲인 계림을 반영                                                | 2009-12-11 |                                |
| 공단로     | 황성동 821-19전           | 용강동 857-3도           | 1.1km  | 공단이 형성되어있는 지역적 특성 반영                                                             | 2009-12-11 |                                |
| 관문로     | 외동읍 녹동리 314-1대     | 외동읍 모화리 1167-1답   | 14.2km | 울산 경주 경계를 따라 관문성터 존재함을 반영                                                     | 2009-07-10 | 국도 제14호선                  |
| 금성로     | 탑동 368-2도              | 성건동 620-818도         | 4.4km  | 옛신라의 도읍지인 금성을 반영하여 명명                                                           | 2009-12-11 |                                |
| 기림로     | 양북면 안동리 1130-22임   | 양북면 용동리 산692-2임  | 20.1km | 지역적특징 반영(문화재) - 기림사(보물415호) 반영                                                 | 2009-07-30 | 국도 제14호선                  |
| 나아봉길로 | 양남면 읍천리 29-5        | 양북면 봉길리 58-14      |        | 행정구역명(나아리-봉길리)을 이용하여 명명                                                        | 2013-04-15 | 국도 제31호선                  |
| 남산순환로 | 남산동 266-3도            | 배동 541-1대             | 8.3km  | 남산동에서 배동까지 남산일대를 순환하는 길임을 반영                                              | 2009-12-11 |                                |
| 내남로     | 내남면 이조리 1008-304도  | 율동 734-3도             | 8.0km  | 행정구역명(내남면)을 이용하여 명명                                                               | 2009-12-11 |                                |
| 내서로     | 서면 아화리 766-2전       | 건천읍 모량리 124-3답    | 1.4km  | 건천읍의 옛 명칭 활용                                                                            | 2008-01-24 |                                |
| 내외로     | 외동읍 연안리 885-3도     | 광명동 370-6전           | 31.8km | 행정구역명(내남면-외동읍)을 이용하여 명명                                                        | 2009-12-11 | 지방도 제904호선               |
| 다불로     | 용강동 1240-23구          | 동천동 187-1구           | 4.2km  | 백율사 뒤편에 부처가 많았다고 하여 붙여진 마을이름 반영                                          | 2009-12-11 |                                |
| 단석로     | 산내면 신원리 1275임      | 건천읍 건천리 18-5전     | 20.6km | 경주국립공원으로 지정된 단석산 지명을 반영                                                       | 2009-07-10 | 국도 제20호선                  |
| 대경로     | 서면 아화리 산34-1도      | 서악동 176-4도           | 50.1km | 대구에서 경주가는 도로                                                                           | 2009-07-10 | 국도 제4호선 국도 제35호선     |
| 동남로     | 양남면 수렴리 351-2도     | 양남면 신대리 산304-19임 | 9.0km  | 지역명칭 반영                                                                                    | 2009-07-10 |                                |
| 동대로     | 성건동 620-422대          | 현곡면 금장리 461-19전   | 2.2km  | 동국대학교 및 동국대학병원, 동대사거리 등을 반영                                                 | 2009-12-11 |                                |
| 동문로     | 성동동 419-2도            | 성건동 1-23답            | 989m   | 사적 제96호인 경주 읍성의 동문을 반영                                                            | 2009-12-11 |                                |
| 동성로     | 성건동 620-815전          | 황오동 126-2도           | 1.5km  | 사적 제96호인 경주읍성의 동쪽을 통과하는 도로를 반영                                             | 2009-12-11 |                                |
| 동천로     | 동천동 592-7임            | 동천동 780대             | 982m   | 행정구역명(동천동)을 이용하여 명명                                                               | 2009-12-11 |                                |
| 동해안로   | 양남면 수렴리 580-2도     | 감포읍 오류리 24-4도     | 84.0km | 동해안에 인접한 도로                                                                             | 2009-07-10 | 국도 제31호선                  |
| 문구로     | 외동읍 문산리 481전       | 외동읍 구어리 307-5도    | 3.9km  | 행정구역명(문산리-구어리)의 앞글자를 따서 반영                                                   | 2009-12-11 |                                |
| 문무대왕로 | 양북면 어일리 1295-380    | 감포읍 대본리 685-1      | 6.5km  | 도로 신설                                                                                        | 2015-09-23 | 국도 제14호선 지방도 제909호선 |
| 문복로     | 산내면 대현리 산341-4도   | 산내면 의곡리 177-6도    | 18.4km | 문복산 이름을 반영                                                                               | 2009-07-10 |                                |
| 미래로     | 건천읍 화천리 804-1       | 건천읍 화천리 233-13     | 2.0km  | 양성자가속기 연구센터의 진입도로로써 미래의 첨단과학산업을 반영하여 부여                         | 2012-10-02 |                                |
| 박달로     | 내남면 박달리 산441-1임   | 내남면 박달리 154-4대    | 6.5km  | 행정구역명 반영                                                                                  | 2009-07-10 |                                |
| 반구대로   | 내남면 월산리             | 경주시 탑동              | 37.9km | 문화재 명칭 사용                                                                                 | 2009-07-10 | 국도 제35호선                  |
| 백률로     | 동천동 755대              | 동천동 410-6도           | 839m   | 국보 제28호 금동약사여래입상이 있는 백률사 반영                                                  | 2013-04-15 |                                |
| 보덕로     | 신평동 산44-1도           | 암곡동 102-1전           | 5.7km  | 행정구역명(보덕동)을 이용하여 명명                                                               | 2009-12-11 |                                |
| 보문로     | 보문동 27-3전             | 천군동 산350-18임        | 5.6km  | 유네스코로 지정된 아시아 3대 유적 보문호와 보문단지 반영                                         | 2009-12-11 |                                |
| 보불로     | 마동 152-5도              | 천군동 43-1도            | 5.5km  | 보문단지와 불국사 지명의 앞글자를 따서 명명                                                      | 2009-12-11 |                                |
| 보정로     | 구정동 136-2구            | 천군동 470-5답           | 6.7km  | 보문단지와 정래동 지명의 앞글자를 따서 명명                                                      | 2009-12-12 |                                |
| 봉황로     | 노서동 206-1대            | 성건동 620-228대         | 1.7km  | 사적 제38호인 노동고분군 봉황대를 반영                                                           | 2009-12-11 |                                |
| 비학로     | 강동면 단구리 1313-14답   | 강동면 단구리 606-1답    | 21.9km | 지역적,지리적 특성 반영(비학산)                                                                  | 2009-07-30 |                                |
| 북문로     | 성건동 477-7구            | 성동동 179-2도           | 1.3km  | 사적 제96호인 경주읍성의 북문 반영                                                               | 2009-12-11 |                                |
| 북성로     | 성건동 446-9전            | 성동동 131-5대           | 1.4km  | 사적 제96호인 경주읍성의 북쪽을 통과하는 도로 반영                                               | 2009-12-11 |                                |
| 북정로     | 황오동 310-3도            | 성동동 188-118대         | 1.4km  | 성동동을 조선말기 동네의 북쪽에 정자가 있다하여 북정리라 부른데서 유래                           | 2009-12-11 |                                |
| 분황로     | 인왕동 657-3도            | 구황동 870-5도           | 1.1km  | 634년(선덕여왕3)에 창건된 분황사 반영                                                            | 2009-12-11 |                                |
| 불국로     | 구정동 505-4도            | 양북면 장항리 111-7도    | 16.7km | 사적 및 명승 제1호인 불국사를 반영                                                               | 2009-12-11 |                                |
| 비화원로   | 안강읍 안강리 403-1대     | 안강읍 양월리 1236-51대  | 1.2km  | 안강읍의 신라시대 옛지명인 비화현에서 유래                                                       | 2009-12-11 |                                |
| 사정로     | 사정동 471-26대           | 황남동 293-1대           | 596m   | 행정구역명(사정동)을 이용하여 명명                                                               | 2009-12-11 |                                |
| 산업로     | 외동읍 모화리 산124-6도   | 강동면 유금리 153-5대    | 66.4km | 물류수송 위한 산업도로                                                                           | 2009-12-10 | 국도 제7호선                   |
| 새마을로   | 강동면 다산리 16천        | 강동면 단구리 1421-52답  | 55.0km | 지역적 특성 반영 (새마을 운동)                                                                   | 2009-07-30 | 국도 제31호선                  |
| 새안현로   | 현곡면 하구리 1242-73대   | 안강읍 하곡리 615-7도    | 12.7km | 행정구역명(안강읍-현곡면)을 이용하여 명명                                                        | 2009-12-11 |                                |
| 소금강로   | 용강동 1165-5도           | 동천동 691-4도           | 648m   | 국립공원인 소금강산 지명 반영                                                                    | 2009-12-11 |                                |
| 신대로     | 양남면 서동리 산49-1      | 양남면 신대리 산307-27   | 3.1km  | 신대리로 가는 마을명을 반영하여 명명                                                             | 2012-10-02 |                                |
| 신효로     | 서면 서오리 622-3과       | 서면 서오리 25도         | 1.7km  | 행정구역명칭 활용 (신리리,효리)                                                                  | 2009-07-30 |                                |
| 심곡로     | 서면 아화리 244-11대      | 서면 도리 산5-2임        | 8.8km  | 지명(심곡지)을 반영                                                                              | 2009-07-30 |                                |
| 안강중앙로 | 안강읍 산대리 888-5도     | 안강읍 안강리 612-36도   | 3.3km  | 행정구역명(안강읍) 및 읍소재지 중심을 반영                                                       | 2009-12-11 |                                |
| 안현로     | 현곡면 금장리 463-7대     | 강동면 단구리 1278-7대   | 23.0km | 행정구역명(안강읍-현곡면)을 이용하여 명명                                                        | 2009-12-11 |                                |
| 양남로     | 양남면 수렴리 산73-8임    | 양남면 하서리 488-2대    | 3.6km  | 행정구역명(양남면)을 이용하여 명명                                                               | 2009-12-11 |                                |
| 양정로     | 인왕동 526-2도            | 용강동 1171-2도          | 3.4km  | 탈해왕의 첫 장사지인 양정언덕 반영                                                               | 2009-12-11 |                                |
| 엑스포로   | 신평동 719-27답           | 천군동 163-1도           | 833m   | 경주세계문화엑스포공원을 반영                                                                    | 2009-12-11 |                                |
| 영불로     | 시래동 264-7대            | 진현동 559-4공           | 2.6km  | 영지못과 불국사 지명을 이용하여 명명                                                             | 2009-12-11 |                                |
| 영지로     | 외동읍 냉천리 211임       | 외동읍 괘릉리 1055-1철   | 6.6km  | 불국사 석가탑을 만든 석공 아사달과 아사녀의 슬픈 전설이 담긴 영지 안쪽에 있는 영지못 지명을 반영 | 2009-12-11 |                                |
| 용담로     | 황성동 365-4도            | 현곡면 남사리 산38-2임   | 21.1km | 지역적 특성 반영 (용담정)                                                                        | 2009-07-30 | 지방도 제904호선               |
| 용황로     | 황성동 800-14             | 용강동 439-9             | 1.1km  | 용강동과 황성동에 구획정리된 지역적 특성을 반영                                                  | 2012-10-02 |                                |
| 원화로     | 배반동 704-6도            | 용강동 946-1도           | 5.3km  | 신라시대 화랑의 전신인 원화를 반영                                                               | 2009-12-11 | 국도 제7호선                   |
| 원효로     | 성건동 388-3전            | 구황동 840-6도           | 2.8km  | 신라의 고승 원효 반영                                                                            | 2009-12-11 |                                |
| 유림로     | 황성동 872-13답           | 용강동 956-3도           | 1.2km  | 유림숲 지명을 반영                                                                               | 2009-12-11 |                                |
| 입실로     | 외동읍 구어리 330도       | 외동읍 연안리 141-1도    | 1.6km  | 행정구역명(입실리)을 이용하여 명명                                                               | 2009-12-11 |                                |
| 천강로     | 천북면 동산리 809-5전     | 강동면 인동리 61-1답     | 12.2km | 행정구역명(천북면-강동면)을 이용하여 명명                                                        | 2009-12-11 |                                |
| 천북로     | 천북면 신당리 915-15답    | 천북면 성지리 480도      | 6.9km  | 행정구역명(천북면)을 이용하여 명명                                                               | 2009-12-11 |                                |
| 탈해로     | 동천동 920-1대            | 동천동 505-3도           | 694m   | 신라 제4대왕인 탈해왕과 사적 제174호로 지정된 탈해왕릉 반영                                      | 2009-12-11 |                                |
| 태종로     | 광명동 391-7도            | 황오동 109-6도           | 8.1km  | 신라 제29대 왕인 태종 무열왕 김춘추를 반영                                                       | 2009-12-11 | 국도 제4호선 국도 제35호선     |
| 토함산로   | 진현동 764-1              | 감포읍 나정리 633-8      | 18.4km | 토함산을 관통하여 지남                                                                           | 2015-02-17 | 국도 제4호선                   |
| 형산로     | 현곡면 금장리 485-2답     | 안강읍 안강리 647-21답   | 15.3km | 형산강 지명을 반영                                                                               | 2009-12-11 | 국가지원지방도 제68호선        |
| 형산강변로 | 경북 경주시 사정동 498-65 | 경북 경주시 탑동 355-4   | 2.1km  | 형산강따라 가는 도로라서                                                                         | 2021-12-01 | 국도 제35호선                  |
| 호국로     | 안강읍 강교리 산29임      | 강동면 인동리 135-1      | 17.9km | 지역적 특성 반영(호국원)                                                                         | 2010-05-27 | 국도 제28호선                  |
| 화랑로     | 성건동 620-68도           | 황오동 180-1도           | 1.4km  | 신라시대 화랑을 상징                                                                             | 2009-12-11 |                                |
| 황성로     | 황성동 450-13대           | 황성동 236-4전           | 801m   | 행정구역명(황성동)을 이용하여 명명                                                               | 2009-12-11 |                                |
| 흥무로     | 서악동 210-8도            | 석장동 산54-16도         | 2.6km  | 삼국통일을 이룩한 신라의 장군 흥무대왕 김유신 반영                                               | 2009-12-11 |                                |

## 같이 보기
- 경주시